# Chloris lamproparia
Chloris lamproparia là một loài thực vật có hoa trong họ Hòa thảo. Loài này được Stapf mô tả khoa học đầu tiên năm 1911 publ. 1912.